# Марло, Диана
Диана Марло (21 июня 1943 года, Киркленд-Лейк, Онтарио, Канада — 30 января 2013 года) — канадский политик, член палаты общин Канады от Садбери (1988—2008), министр в правительстве Жана Кретьена (1993—1999). Член либеральной партии Канады.

## Биография
Диана Полетт Лебель (Diane Paulette LeBel) родилась 21 июня 1943 года в Киркленд-Лейк, Онтарио. В феврале 1963 года она вышла замуж за Пола Марло, а затем переехала в Садбери. Диана Марло получила степень бакалавра экономики в Лаврентийском университете.
В 1980 году Марло была выбрана в городской совет Садбери, в котором отработала два срока до 1985 года, в 1988 — в Палату общин Канады, где находилась в оппозиции. В 1993 году премьер-министром страны стал глава либеральной партии Жан Кретьен, а Диана Марло получила пост министра здравоохранения. Диана Монро была министром здравоохранения (Minister of National Health and Welfare) и министром спорта (Minister of Amateur Sport) с 4 ноября 1993 года по 24 января 1996 года, министром общественных работ (Minister of Public Works) и министром услуг (Minister of Supply and Services) с 25 января 1996 года по 11 июля 1996 года, после чего министром общественных работ и правительственных услуг (Minister of Public Works and Government Services) до 10 июня 1997 года, министром по делам франкофонов (Minister responsible for La Francophonie) и министром международного сотрудничества (Minister for International Cooperation) с 11 июня 1997 года по 2 августа 1999 года. В 1999 году она была выведена из состава кабинета министров. После этого она открыто критиковала Кретьена и Аллана Рока, который сменил её на посту министра здравоохранения, за их отказ передать полномочия в области здравоохранения провинциальным властям.
Марло почувствовала себя плохо зимой 2011—2012 года в Мексике. По возвращении домой у неё был диагностирован колоректальный рак. В ноябре-декабре 2012 года Диане Марло стало хуже и 30 января 2013 года она скончалась. У Дианы и Пола Марло было трое детей: Бриджитт, Дон и Стефан.